# East Hartford
East Hartford és una població dels Estats Units a l'estat de Connecticut. Segons el cens del 2005 tenia 49.173 habitants.

## Demografia
Segons el cens del 2000, East Hartford tenia 49.575 habitants, 20.206 habitatges, i 12.830 famílies. La densitat de població era de 1.062,2 habitants/km².
Dels 20.206 habitatges en un 29,2% hi vivien nens de menys de 18 anys, en un 41,5% hi vivien parelles casades, en un 17,4% dones solteres, i en un 36,5% no eren unitats familiars. En el 30,2% dels habitatges hi vivien persones soles l'11,3% de les quals corresponia a persones de 65 anys o més que vivien soles. El nombre mitjà de persones vivint en cada habitatge era de 2,42 i el nombre mitjà de persones que vivien en cada família era de 3,01.
Per edats la població es repartia de la següent manera: un 24,1% tenia menys de 18 anys, un 7,8% entre 18 i 24, un 30,2% entre 25 i 44, un 22,3% de 45 a 60 i un 15,6% 65 anys o més.
L'edat mediana era de 37 anys. Per cada 100 dones de 18 o més anys hi havia 87,8 homes.
La renda mediana per habitatge era de 41.424 $ i la renda mediana per família de 50.540 $. Els homes tenien una renda mediana de 36.823 $ mentre que les dones 29.860 $. La renda per capita de la població era de 21.763 $. Aproximadament el 8,1% de les famílies i el 10,3% de la població estaven per davall del llindar de pobresa.

## Poblacions més properes
El següent diagrama mostra les poblacions més properes.